# Luisita Tenor
María Luisa Sorivella Tenor (Saragossa, 23 de novembre de 1941 - Barcelona, 7 de setembre de 2020), artísticament coneguda com Luisita Tenor, va ser una cantant espanyola de pop durant els anys 60.

## Trajectòria artística
Nascuda a Saragossa, ciutat en la qual estaven treballant els seus pares, un valencià i una  catalana, integrants del Duo Tucumán, ella va passar la infància a València, on es va despertar la seva vocació musical, i el 1955 va debutar en el Teatre Alcázar d'aquesta ciutat amb una cançó de Gilbert Becaud: Mes mains. El 1958 publicava el seu primer EP, el 1959 participa en el 1r Festival de la Cançó Mediterrània a Barcelona, amb el tema Mare nostrum: ola, ola, ola, amb lletra de Joaquín Gasa i Santiago Guàrdia Moreu, i amb música d'August Algueró, autor que influí força en els seus inicis.
Durant la seva trajectòria musical va gravar vint EP’s i quatre singles, més els sis que va enregistrar al costat del seu marit, el també cantant Francisco Heredero, amb el qual va contreure matrimoni el 1967. Després d'abandonar la seva trajectòria artística a principis dels anys 70, quan encara no tenia trenta anys d'edat, la parella va viure a Calafell (Baix Penedès, Tarragona).

## Discografia[4]
- La canción que te gusta a ti /  Amor primero / Doménica es siempre doménica / Fortunella (7", EP) 1958.
- Silbando voy / Doménica es siempre doménica / La canción que te gusta a ti / Amor primero (7", EP) 1958.
- Madrid en primavera / Madrid en verano / Madrid en otoño / Madrid en invierno (7", EP) 1959.
- Fortunella / Lavanderas de Roma / Te diré / Cuidado con el amor (7", EP) 1959.
- El día de los enamorados / Conocerte / Podría yo bailar / La calle donde vives (7", EP) 1959.
- Como sinfonía / No me digas quien eres / Las hojas verdes / odo el amor del mundo (7", EP) 1961.
- No me digas que no / Riviera / Soy feliz / Tres preguntas (7", EP) 1962.
- Fiesta brasileña / A media voz / Cógeme fuerte el pulso / Hotel Ilusión (7", EP). 1963.
- No te creo / A New Orleans / El baile del Mattone / La misma playa (7", EP). 1963.
- Los paraguas de Cherbourgo / Amore mio / El ángel que espero / Angelito (7", EP). 1964.
- Et pourtant / Oh mi señor / Chin Chin / Creo yo (7", EP). 1964.
- VI Festival de la Canción Mediterránea (7", EP). 1964.
- Oración para antes de nacer / Miedo de tu amor / El mundo / En tus brazos quiero olvidar (7", EP).1965.
- En tus brazos / Yeh Yeh / Una chica ye yé / Siluetas (7", EP). 1965.
- Vuelve pronto / El sol no brillará nunca más / Estas botas están hechas para caminar / Primer amor (7", EP). 1966.
- Que familia más original / El silencio / Chim chim chery / Un beso en tu mano (7", EP). 1966.
- Luisita Tenor, Francisco Heredero - Love me, please love me / Un hombre y una mujer / Operación Sol / Dommage, dommage (7", EP). 1966.
- Luisita Tenor, Francisco Heredero - Noche de paz. 1967.
- Luisita Tenor, Francisco Heredero - Solo / Marionetas en la cuerda. 1967.
- Hablemos del amor / Amor es mi canción (7", Single). 1967.
- Luisita Tenor, Francisco Heredero - Honey / All my love. 1968.
- Luisita Tenor, Francisco Heredero - Cantan sus propias canciones (7", Single). 1968.